# Cantó de Toló-5
El cantó de Toló-5 és un cantó francès del departament de la Var, situat al districte de Toló. Compta amb part del municipi de Toló.

## Municipis
- Toló

## Història
| Data d'elecció                           | Identitat             | Partit                    | Qualitat |
| ---------------------------------------- | --------------------- | ------------------------- | -------- |
| 1973-1977                                | Aymeric Simon-Lorière | UDR                       |          |
| 1977-1998                                | Marcel Massi          | UDF-CDS                   |          |
| 1998-2004                                | Dominique Michel      | FN, després divers droite |          |
| 2004-                                    | Robert Cavanna        | UMP                       |          |
| les dades anteriors no són pas conegudes |                       |                           |          |
|                                          |                       |                           |          |

| 1962 | 1968 | 1975 | 1982 | 1990   | 1999   | 2006   |
| ---- | ---- | ---- | ---- | ------ | ------ | ------ |
| -    | -    | -    | -    | 13.476 | 10.136 | 12.750 |